# نوع جدید عشق
نوع جدید عشق (انگلیسی: A New Kind of Love) فیلمی در ژانر کمدی رمانتیک به کارگردانی ملویل شاولسون است که در سال ۱۹۶۳ منتشر شد.

## بازیگران
- پل نیومن
- جوآن وودوارد
- تلما ریتر
- اوا گابور
- جورج توبیاس
- ماروین کاپلان
- موریس شوالیه
- رابرت اف سیمون